# Montrose (Colorado)
Montrose è una city degli Stati Uniti d'America, capoluogo della contea omonima dello Stato del Colorado. Nel censimento del 2000 la popolazione era di 12 344 abitanti, passati a 19 132 nel 2010.

## Geografia fisica
Secondo i rilevamenti dell'United States Census Bureau, Montrose si estende su una superficie di 46,10 km² (17,80 mi²).

## Montrose nella cultura di massa
A Montrose è ambientata buona parte della storia del videogioco Homefront.